# Trinidad (Casanare)
Trinidad es un municipio colombiano del departamento de Casanare. Dista de la capital departamental, Yopal a una distancia de 109,3 km, y de la ciudad de Bogotá una distancia de 456 km. Fue fundado en 1724 y elevado a la condición de municipio a finales del siglo XVIII. Se encuentra a orillas del Río Pauto. Se caracteriza por estar en la zona de sabana inundable.

## Ubicación
Se encuentra a 109,4 km de Yopal por la Carretera Marginal de la Selva, y a 130 km por la vía Pore-Trinidad [cita requerida].

## División Político-Administrativa
Además de su Cabecera municipal. Trinidad tiene bajo su jurisdicción los siguientes Centros poblados:
- Bocas del Pauto
- El Convento
- Santa Irene

### Veredas
Tiene constituidos las siguientes veredas:
El Guamal, San Jorge, Donaire, El Centro, Cristo Rey, Panorama, Villa Polita, Las Palmeras, Las Ferias, Santo Domingo, Villa Solano, San Juan, Cabrestero, Alfonso López, Villas de San Juan, Paso Real de la Soledad, La Esperanza, Santa Marta, La Reforma, San Pedro, Bélgica, Los Chochos, Porvenir de Guachiria, El Palmar, Mata Palo, El Calvario, Zambranero, Arrayanes, Mate Vaquero, El Valle, Guasimal, Los Patos, Lagunitas, El Toro, Pozo Petrolero, San Joaquín, Araguaney, Cafifi, Palmarito, La Morita, El Palito, Chaparrito, Santa María del Loro, La Unión de Cojomu, San Vicente, El Milagro, El Bucare, Cardoncito, El Caimán, La Cañada.

## Historia
En la época precolombina, la región estuvo habitada por los indígenas Achaguas, Guahibos y Chiricoas, que eran nómadas guerreros y polígamos, dedicados principalmente a la caza de venados. Entre 1720 y 1736, el misionero jesuita Juan Rivero recorrió la región evangelizando a los indígenas.
El 4 de octubre de 1724, el poblado de Trinidad fue fundado por un grupo de indígenas Chiricoas, dirigidos por el cacique Chacuamare, a orillas del río Pauto, en el sitio denominado hoy El Paso Real de La Palestina, por recomendación del sacerdote Juan Ribero. Desde Trinidad se conoce a Nonato Pérez, el Libertador de la Provincia de Casanare 1811-1817.

## Hidrografía, flora y fauna
Por su condición de sabana inundable en la estación invernal, cuenta con lagunas como El Lagunazo y El Boral, alrededor de las cuales generalmente se levantan morichales, que son albergue de variadas aves del tipo zancudo como las garzas, y punto de llegada de animales de la zona como chigüiros.

## Atractivos turísticos
- Laguna Lagunazo: Ubicada a 125 km en límites con el río Meta, vía por las Bocas del Pauto, acceso terrestre, en su alrededor se observan especies de fauna como patos, chigüiros, babas, además del paisaje de morichales. Su estado de conservación es muy bueno, sin embargo la vía de acceso está en regular estado.
- Laguna El Boral: Aproximadamente a unos 20 km de Bocas del Pauto; el medio de acceso es terrestre. Con unas dimensiones de 80 m de largo y 5 m de profundo, se observa el paisaje y abundante fauna.

## Festividades
- Fiestas de la Virgen del Carmen, en el mes de julio, organizadas por la comunidad parroquial .
- Festival folclórico "La Corocora de Oro y la Cotiza Criolla", en el mes de febrero, celebrado en el Corregimiento Bocas del Pauto, organizado por la Alcaldía Municipal. Entre las actividades se encuentran el coleo, danza del joropo, contrapunteo y también se cuenta con la presencia de turistas de la caravana ecoturística "Vamos pal' Pauto".
- Festival del Topocho, en diciembre. Organizan: Cortopocho, Alcaldía Municipal.
- Festividades patronales, en diciembre. Organiza: Alcaldía Municipal. Dentro de este evento generalmente se realiza la Feria Ganadera, feria equina, toreo, coleo, verbenas populares y reinado intermunicipal.